# Australella indica
Australella indica är en mossdjursart. Australella indica ingår i släktet Australella och familjen Plumatellidae. Utöver nominatformen finns också underarten A. i. sibirica.